# Обераммергау
Обераммергау (нем. Oberammergau) — община в Германии, в земле Бавария. Коммуна характеризуется наличием общинного (общего, совместного) управления.
Подчиняется административному округу Верхняя Бавария. Входит в состав района Гармиш-Партенкирхен. Население составляет 5228 человек (на 31 декабря 2010 года). Занимает площадь 30,06 км².

## Достопримечательности
Почти все дома в Обераммергау, особенно в его центре, украшены фресками с сюжетами из сказок, религиозными сценами или традиционными орнаментами.

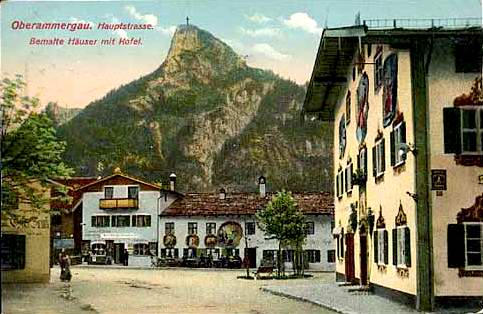
Почтовая открытка, 1918 год
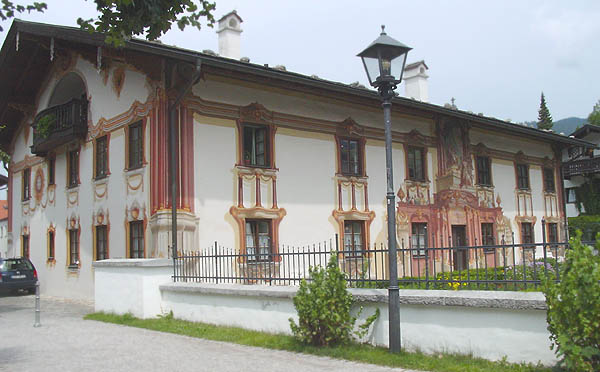
Здание Pilatushaus